# 지역집단지휘자
지역집단지휘자(독일어: Ortsgruppenleiter)는 나치당 당원 계급 중 하나이다. 1930년 독일 총선 당시 처음 사용되기 시작했으며, 읍이나 시 규모의 지자체에서 지구당을 조직하는 임무를 맡았다. 1933년 나치가 일당독재를 수립한 이후 지역집단지휘자는 대도시 또는 도시 구획의 당 지도자로 변화했다.
나치 독일이 성립된 뒤 지방 자치체의 여러 나치 수장들이 지역집단지도자 직함을 사용하게 되었다. 전통적인 지방정부는 나치 조직에 의해 완전히 대체되지는 않았지만 대부분 지역집단지휘자들이 지방관 직책을 겸임했고, 겸임하지 않을 경우 지방정부는 나치 당조직에게 도장만 찍어주는 기관으로 전락했다.
제2차 세계 대전 당시 지역집단지휘자들은 민심안정, 식량분배, 민방위 등의 일을 맡아 했다. 독일 본토가 연합군에게 침공받자 각 지자체의 나치 지구당 지휘자들은 국민돌격대 지휘관들으로 땜빵으로 전용되었다.